# Empire State (película de 2013)
 Empire State (en España: Asalto al furgón blindado; en Hispanoamérica: El robo más grande de la historia) es una película estadounidense de drama policíaco de 2013 basada en una historia real, centrada en dos amigos de la infancia que roban un depósito de automóviles blindados y el policía de Nueva York que se interpone en su camino. Dirigida por Dito Montiel y protagonizada por Dwayne Johnson, Liam Hemsworth y Emma Roberts, la película fue lanzada directamente en DVD y Blu-ray el 3 de septiembre de 2013. 

## Trama
En 1983, el neoyorquino Chris Potamitis (Hemsworth) no logra ingresar a la academia de policía local y solicita un puesto de guardia de seguridad en la Compañía de Camiones Blindados de Empire State. Chris comete el error de mencionar la poca seguridad de la compañía a su mejor amigo Eddie (Angarano), y pronto, sin darse cuenta, se ve involucrado en un elaborado plan para robar las abundantes pilas de efectivo que se almacenan allí, lo que resulta en el mayor atraco de efectivo ($ 11 millones) a ese punto en la historia de los Estados Unidos. A medida que aumentan las apuestas, Chris y Eddie deben burlar a James Ransome (Johnson), el veterano detective de policía de Nueva York que sigue su rastro, así como a los jefes locales del crimen que quieren saber quién llevó a cabo el robo en su territorio para asegurarse de que los perpetradores sufran las consecuencias. 

## Elenco
- Dwayne Johnson como el detective James Ransome.
- Liam Hemsworth como Chris Potamitis.
- Michael Angarano como Eddie.
- Paul Ben-Victor como Tommy.
- Jerry Ferrara como Jimmy el griego.
- Greg Vrotsos como Mike Dimitriu.
- Michael Rispoli como Tony.
- Emma Roberts como Nancy Michaelides.
- Nikki Reed como Lizzette.
- Wayne Pére como Williams.
- Craig Leydecker como Chilewski.
- Shenae Grimes como Eleni.
- Sharon Angela como Dina.
- Chris Diamantopoulos como Spiro.
- Lucky Johnson como Phil Johnson.
- James Ransone como Agente Nugent.
- Gia Mantegna como Vicky.
- Lydia Hull como Maria.
- Jesse Pruett como Portero.
- Taryn Terrell como Hot Guidette # 1.
- Tara Holt como Hot Guidette # 2.

## Producción
La película fue ambientada y filmada en Toronto, Queens y Nueva Orleans entre mayo de 2012 y junio de 2012. 